# Technomyrmex curiosus
Technomyrmex curiosus es una especie de hormiga del género Technomyrmex, subfamilia Dolichoderinae. Fue descrita científicamente por Fisher & Bolton en 2007.
Se distribuye por Madagascar. Se ha encontrado a elevaciones de hasta 2100 metros. Vive en microhábitats como la hojarasca y troncos de árboles.